# Stimmkreis Kitzingen
Der Stimmkreis Kitzingen ist einer von rund 90 Stimmkreisen bei Wahlen zum Bayerischen Landtag und zu den Bezirkstagen sowie bei Volksentscheiden. Er gehört zum Wahlkreis Unterfranken.
Mindestens seit der Landtagswahl 2008 umfasst er den Landkreis Kitzingen sowie die Stadt Gerolzhofen und die Gemeinden Dingolshausen, Donnersdorf, Frankenwinheim, Kolitzheim, Lülsfeld, Michelau i.Steigerwald, Oberschwarzach, Sulzheim des Landkreises Schweinfurt. Die übrigen Gemeinden dieses Landkreises liegen im Stimmkreis Schweinfurt.

## Landtagswahl 2023
Zur Landtagswahl 2023 traten folgende Parteien und Direktkandidaten im Stimmkreis Kitzingen an und erzielten folgende Ergebnisse:
| Nr. | Direktkandidat    | Partei       | Erststimmen in % | Gesamtstimmen in % |
| --- | ----------------- | ------------ | ---------------- | ------------------ |
| 1   | Barbara Becker    | CSU          | 43,2             | 41,7               |
| 2   | Wolfgang Lenhard  | GRÜNE        | 10,1             | 11,0               |
| 3   | Felix Wallström   | Freie Wähler | 16,5             | 16,5               |
| 4   | Alfred Schmitt    | AfD          | 15,4             | 15,7               |
| 5   | Eva-Maria Weimann | SPD          | 7,6              | 7,7                |
| 6   | Kristina Amendt   | FDP          | 2,0              | 2,2                |
| 7   | Eli Klopf         | LINKE        | 1,4              | 1,4                |
| 8   | Carmen Schneider  | BP           | 0,8              | 1,2                |
| 9   | Martin Günzel     | ÖDP          | 2,0              | 1,7                |
| 10  | Holger Klug       | dieBasis     | 1,0              | 0,9                |

## Landtagswahl 2018
Im Stimmkreis waren insgesamt 86.670 Einwohner wahlberechtigt. Die Landtagswahl am 14. Oktober 2018 hatte folgendes Ergebnis:
| Direktkandidat        | Partei           | Erststimmen in % | Gesamtstimmen in % | Veränderung der Gesamtstimmen im Vergleich zur Landtagswahl 2013 in % |
| --------------------- | ---------------- | ---------------- | ------------------ | --------------------------------------------------------------------- |
| Barbara Becker        | CSU              | 38,9             | 42,2               | − 10,9                                                                |
| Jürgen Kößler         | SPD              | 8,1              | 7,9                | − 8,2                                                                 |
| Frank Stierhof        | Freie Wähler     | 15,8             | 13,3               | + 1,2                                                                 |
| Hans Plate            | GRÜNE            | 15,2             | 14,3               | + 8,2                                                                 |
| Hans Müller           | FDP              | 3,1              | 2,9                | + 0,6                                                                 |
| Christine Pfaff       | LINKE            | 3,1              | 2,9                | + 0,6                                                                 |
| Uwe Hartmann          | BP               | 2,1              | 1,8                | +/− 0,0                                                               |
| Silvia Paulus-Lindner | ÖDP              | 1,1              | 1,0                | − 0,7                                                                 |
| -                     | PIRATEN          | -                | 0,2                | − 1,9                                                                 |
| -                     | Die Franken      | -                | 0,3                | − 0,4                                                                 |
| Christian Klingen     | AfD              | 10,1             | 10,0               | + 10,0                                                                |
| Julia Riegler         | mut              | 1,0              | 0,9                | + 0,9                                                                 |
| -                     | Die Partei       | -                | 0,3                | + 0,3                                                                 |
| -                     | Tierschutzpartei | -                | 0,5                | + 0,5                                                                 |
| -                     | V-Partei³        | -                | 0,1                | + 0,1                                                                 |

## Landtagswahl 2013
Die Wahlbeteiligung der 86.769 Wahlberechtigten im Stimmkreis betrug 65,2 Prozent, bei einem Landesdurchschnitt von 63,9 Prozent war dies Rang 37 unter den 90 Stimmkreisen. Das Direktmandat ging an Otto Hünnerkopf (CSU).
| Direktkandidat      | Partei       | Erststimmen | Gesamtstimmen | Gesamtstimmen ggü. Bayern (%p) | Gesamtstimmen ggü. 2008 (%p) |
| ------------------- | ------------ | ----------- | ------------- | ------------------------------ | ---------------------------- |
| Otto Hünnerkopf     | CSU          | 50,8 %      | 53,0 %        | +5,3 %                         | +5,4 %                       |
| Doris Aschenbrenner | SPD          | 16,0 %      | 16,1 %        | −4,5 %                         | +3,0 %                       |
| Susanne Knof        | FREIE WÄHLER | 14,3 %      | 12,1 %        | +3,1 %                         | −3,8 %                       |
| Rafiq Iqbal         | GRÜNE        | 6,2 %       | 6,2 %         | −2,4 %                         | +0,3 %                       |
| Hans Müller         | FDP          | 2,5 %       | 2,2 %         | −1,1 %                         | −3,5 %                       |
| Christine Finze     | DIE LINKE    | 2,5 %       | 2,3 %         | +0,2 %                         | −1,9 %                       |
| Bianca Tröge        | ÖDP          | 1,8 %       | 1,7 %         | −0,3 %                         | −0,4 %                       |
| Monika Ewert        | REP          | 1,5 %       | 1,7 %         | +0,7 %                         | −0,1 %                       |
| Uwe Hartmann        | BP           | 2,2 %       | 1,8 %         | −0,3 %                         | +1,0 %                       |
| Kein Direktkandidat | DIE FRANKEN  | X           | 0,7 %         | X                              | X                            |
| Beate Kesper        | PIRATEN      | 2,2 %       | 2,1 %         | +0,1 %                         | X                            |

## Landtagswahl 2008
Wahlberechtigt waren bei der Landtagswahl 2008 86.127 Einwohner. Die Wahlbeteiligung lag bei 59,5 %. Die Wahl hatte folgendes Ergebnis:
| Direktkandidat      | Partei                | Erststimmen in % | Gesamtstimmen in % | Veränderung der Gesamtstimmen im Vergleich zur Landtagswahl 2003 in % |
| ------------------- | --------------------- | ---------------- | ------------------ | --------------------------------------------------------------------- |
| Otto Hünnerkopf     | CSU                   | 44,7             | 47,6               | - 11,4                                                                |
| Alfred Konnerth     | SPD                   | 13,6             | 13,1               | - 2,1                                                                 |
| Hans-Georg Plate    | Bündnis 90/Die Grünen | 6,1              | 5,9                | + 1,3                                                                 |
| Roland Eckert       | Freie Wähler          | 17,4             | 15,9               | + 2,7                                                                 |
| Hans Müller         | FDP                   | 6,0              | 5,7                | + 2,0                                                                 |
| Peter Bauer         | REP                   | 1,8              | 1,8                | - 1,4                                                                 |
| Michael Steinbacher | ödp                   | 2,3              | 2,1                | 0,0                                                                   |
| Uwe Hartmann        | BP                    | 0,8              | 0,8                | + 0,8                                                                 |
| Peter Siedler       | Die Linke             | 4,2              | 4,2                | + 4,2                                                                 |
| Wieland Hopfner     | NPD                   | 1,6              | 1,4                | + 1,4                                                                 |
| Wolfgang Pfister    | RRP                   | 1,7              | 1,5                | + 1,5                                                                 |